# Leetsdale
Leetsdale es un borough ubicado en el condado de Allegheny en el estado estadounidense de Pensilvania. En el año 2000 tenía una población de 1232 habitantes y una densidad poblacional de 432.4 personas por km².

## Geografía
Leetsdale se encuentra ubicado en las coordenadas 40°34′0″N 80°12′41″O / 40.56667, -80.21139.

## Demografía
Según la Oficina del Censo en 2000 los ingresos medios por hogar en la localidad eran de $28 672 y los ingresos medios por familia eran $37 500. Los hombres tenían unos ingresos medios de $31 932 frente a los $25 750 para las mujeres. La renta per cápita para la localidad era de $19 172. Alrededor del 12.8% de la población estaba por debajo del umbral de pobreza.